# Брадке, Егор Фёдорович
Егор Фёдорович Брадке (16 [27] мая 1796 — 3 [15] апреля 1862) — сенатор, действительный тайный советник; попечитель Киевского и Дерптского учебных округов.

## Биография
Родился 16 (27) мая 1796 года на острове Эзель в Лифляндской губернии. Происходил из шведских дворян, которые переселились в Россию при Петре I. Отец — Фёдор Иванович фон Брадке (1752—1819); мать — Шарлотта Христина фон Хаак. Имел брата Михаила (1797—1850), который стал генерал-майором.
В 1810 году окончил общие классы Горного кадетского корпуса, после чего уехал в Вятку, где его отец, Фёдор Иванович Брадке, был губернатором. В 1811 году он поступил в петербургскую школу колонновожатых. В период учёбы с октября 1812 по март 1815 г. участвовал в съёмке 2-го округа Новой Финляндии, а с 1813 г. по поручению князя П. М. Волконского преподавал математику и военные науки в той же школе.
С 1815 года — в частях Русской армии; состоял при дежурном генерале главного штаба А. А. Закревском в Шампани, затем в Париже, затем, с сентября 1815 года находился в главной квартире генерал-фельдмаршала князя М. Б. Барклая-де-Толли в Могилёве.
В ноябре 1817 года был определён в штаб графа А. А. Аракчеева, учреждённый по военным поселениям, с оставлением в свите Его Величества по квартирмейстерской части. Ежегодно с апреля по октябрь оставался в поселениях, а зиму проводил в Петербурге. 17 апреля 1822 г. произведён в капитаны; с декабря 1823 по апрель 1824 г. — обер-квартирмейстер военных поселений. За усердную службу награждался в апреле (1000 руб.) и декабре 1824 г. (3000 руб.). С апреля 1825 г. — вновь обер-квартирмейстер военных поселений; 23 августа 1826 г. произведён в подполковники.
С 12 августа 1827 г. — обер-квартирмейстер 3-го резервного поселенного кавалерийского корпуса в Елисаветграде; занимался экономическими и хозяйственными делами военных поселений в Херсонской и Екатеринославской губерниях, написал «Положение о хозяйственном управлении военными поселениями в Херсонской и Екатеринославской губерниях». 6 декабря 1830 г. произведён в полковники.
С 28 октября 1830 года в составе корпуса выступил в поход на Польшу; участвовал в сражениях при Остроленке, при Мациержице (награждён золотой шпагой) и при штурме Варшавских укреплений. В течение 1831 г. — начальник штаба в различных частях армии, после занятия Варшавы — начальник штаба варшавского военного генерал-губернатора. Вскоре был уволен в бессрочный отпуск по болезни, 12 октября 1832 г. уволен с военной службы с переименованием в чин действительного статского советника.
Был назначен 14 декабря 1832 года попечителем Киевского учебного округа. Занимался переводом Кременецкого лицея в Киев и организацией на его основе Киевского университета, торжественное открытие которого состоялось 15 июля 1834 года. В 1838 году в университете был открыт политический заговор Мациевского и других 18 студентов, вследствие чего университет был временно закрыт, а Е. Ф. Брадке был вынужден подать в отставку, и 5 декабря 1838 года был уволен от должности попечителя с назначением членом главного правления училищ.
С 17 апреля 1839 г. — член Совета министра государственных имуществ, с 8 мая того же года — директор 3-го департамента министерства. Разработал уставы Горыгорецкого института, ферм и образцовых хозяйств, школ виноделия и шелководства и других учреждений, а также план кадастрового дела в России; 14 апреля 1841 года был произведён в тайные советники.
16 января 1844 г. назначен к присутствованию в Правительствующем Сенате (1844—1845, 1846—1849 — 2-е отделение 3-го департамента; 1845—1846 — 2-е отделение 5-го департамента, с 3 января 1850 — 1-й департамент). В 1851 г. был с ревизией в Херсонской губернии.
С 1854 г. — попечитель Дерптского учебного округа с оставлением в звании сенатора. 17 апреля 1860 г. произведён в действительные тайные советники.
Умер 3 [15] апреля 1862 г.

## Избранные публикации
Написал автобиографию для детей — редкий образец соединения откровенности и нравственной чистоты. Она была опубликована в 1871 г. Академией наук на правах рукописи в 10 экземплярах, частью — в «Русском Архиве» в 1875 г.
- Брадке Е. Ф. [Из записок] // Бильбасов В. А. Иоанн Антонович и Мирович. — М., 1908. — С. 99—123.[3]

## Награды
- золотая шпага (1831)
- орден св. Станислава 1-й степени (6.12.1834)
- орден Св. Анны 1-й степени (28.3.1836)
- орден св. Анны 1-й степени с короной (2.12.1840)
- орден Св. Владимира 2-й степени (12.1.1848)
- золотая табакерка с бриллиантами и Императорским портретом (23.11.1855)
- орден Белого Орла (1855)
- орден Александра Невского (1857)
- милостивый Высочайший рескрипт (12.9.1861) — по случаю совершившегося пятидесятилетия его службы.=== Семья ===

## Семья
Первый раз женился в Аренсбурге 11 февраля 1825 года на Розетте-Эмилии фон Люце (03.02.1804—02.10.1851), дочери Иоаганна фон Люце. У них родились:
- Эммануил (23.10.1832—1918)
- Августа (17.06.1841—?)
- София (02.07.1843—?)
- Фёдор (21.10.1845—?)

После смерти жены женился во второй раз: в Санкт-Петербурге, 10 августа 1852 года — на Луизе-Люции фон Заас (1827—1861). У них родился сын:
- Петер (1853—1897)

## Память
Совет Дерптского университета учредил для студентов университета золотую медаль имени Брадке, вручаемую ежегодно за учёное сочинение (на проценты с капитала, собранного по добровольной подписке). На тех же основаниях, Дерптское ветеринарное училище также учредило для студентов училища премию имени Брадке.